# Río Rilska
El río Rilska (en búlgaro: Рилска река, Rilska reka, "río Rila") es un río en el suroeste de Bulgaria, un afluente izquierdo del Struma. El río es 51 km de longitud y drena los tramos occidentales de la sierra de Rila.

## Geografía
Bajo el nombre de río Manastirska, nace en la esquina noreste del lago de los Peces Superior, en la parte occidental del Rila Central, a una altitud de 2.225 m en un circo rodeado por los picos Yosifitsa (2.697 m) al este, Kanarata (2.666 m) al sur y Kyoravitsa (2.612 m) al oeste. Atraviesa el lago Inferior de los Peces, gira en dirección noroeste y, tras formar una gran curva hacia el norte, gira hacia el suroeste. Tras la confluencia con su mayor afluente, el río Iliyna, fluye en dirección oeste con el nombre de río Rilska. Forma un valle profundo y densamente boscoso hasta llegar a la ciudad de Rila y entrar en la llanura y el amplio valle de Dupnitsa. Allí, el río Rilska gira en dirección suroeste y, tras 10 km, desemboca en el Struma, a 346 m de altitud, en las afueras de la ciudad de Kocherinovo.
Su cuenca de drenaje abarca un territorio de 392 km², es decir, el 2,27% del total del Struma. Limita con las cuencas de los ríos Dzherman (afluente izquierdo del Struma) al norte y noroeste, Iskar al este y noreste, Mesta al sureste y Blagoevgradska Bistritsa (afluente izquierdo del Struma) al sur.
El río Rilska se alimenta predominantemente de nieve-lluvia, con aguas altas a finales de la primavera y principios del verano (mayo-junio) y aguas bajas en invierno (febrero). Sus afluentes izquierdos contribuyen más al caudal anual porque están situados en el extremo sur del valle, en laderas orientadas hacia el norte, y acumulan más nieve. El caudal medio anual es de 6,26 m3/s en el pueblo de Pastra y de 3,35 m3/s en la confluencia con el Struma. El caudal anual total es de 241,9 millones de m3, es decir, el 11,4% del total del Struma.
El río tiene bajos niveles de mineralización y está fuertemente saturado de oxígeno.

## Economía

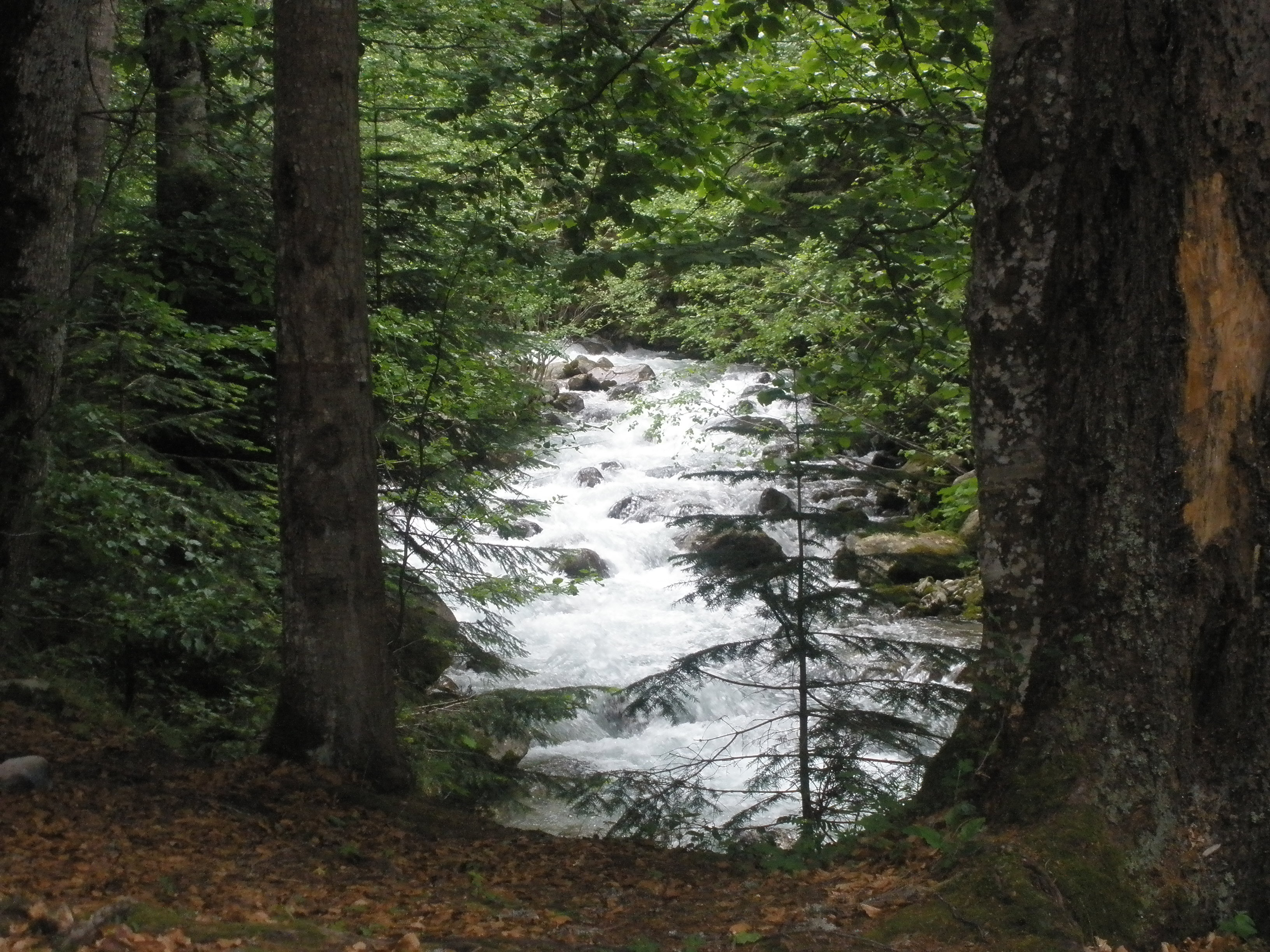
El curso superior del río Rilska

Hay cinco asentamientos a lo largo del río: Pastra y Rila en el municipio de Rila y Stob, Porominovo y Barakovo en el municipio de Kocherinovo. Las aguas del curso superior y medio se utilizan para la producción de electricidad en las pequeñas centrales hidroeléctricas de Pastra y Rila; las aguas también se utilizan para el riego en el valle de Dupnitsa.
Toda la longitud de 38 km de la carretera de tercera clase III-107 entre Kocherinovo y el Monasterio de Rila sigue el valle del río Rilska
Todo el curso superior y la cuenca del río se encuentran dentro de los límites del parque natural del Monasterio de Rila. En la orilla izquierda del río, a unos 4,8 km aguas abajo de la confluencia con el Iliyna, se encuentra el monasterio de Rila, uno de los santuarios más antiguos e importantes de Bulgaria. El monasterio es un importante destino turístico nacional e internacional y fue designado Patrimonio de la Humanidad por la UNESCO en 1983. Más abajo, en el pueblo de Stob, justo al sur de la orilla izquierda del río Rilska, se encuentran las Pirámides de Tierra de Stob, formaciones rocosas conocidas como hoodoos

## Citas
1. 1 2 3 4 5 6  Geographic Dictionary of Bulgaria, 1980, p. 410
2. 1 2 3  Geographic Dictionary of Bulgaria, 1980, p. 410
3. ↑  Yankov, 2004, p. 33
4. ↑  Yankov, 2004, p. 37
5. ↑  «A Map of the Republican Road Network of Bulgaria». Official Site of the Road Infrastructure Agency. Consultado el 1 de julio de 2018.
6. ↑  «Rila Monastery». Official Site of UNESCO. Consultado el 1 de julio de 2018.
7. ↑  «Stob Earth Pyramids». Geologic Phenomena of Bulgaria. Archivado desde el original el 9 de mayo de 2011. Consultado el 1 de julio de 2018.